# Nolima dine
Nolima dine is een insect uit de familie van de Mantispidae, die tot de orde netvleugeligen (Neuroptera) behoort. 
Nolima dine is voor het eerst wetenschappelijk beschreven door Rehn in 1939.